# FA Charity Shield 1990
De  FA Charity Shield 1990 (ook bekend als de Tennent's FA Charity Shield om sponsorredenen) was de 68e FA Charity Shield, een jaarlijkse Engelse voetbalwedstrijd georganiseerd door de Engelse voetbalbond (The Football Association) en werd gespeeld tussen de winnaars van de First Division en de FA Cup van vorig seizoen.
De wedstrijd werd gespeeld op 18 augustus 1990 door Liverpool, de landskampioen van het seizoen 1989/90, en Manchester United, dat het voorgaande seizoen de FA Cup won. De wedstrijd werd gespeeld in het oude Wembley Stadium, waar 66.558 toeschouwers aanwezig waren. Liverpool en Manchester United verdeelden uiteindelijk de koek na een 1–1 gelijkspel. Volgens het reglement van de FA Charity Shield deelden de deelnemende clubs de trofee in geval van gelijkspel. De regel werd gewijzigd in 1992. In 1991 deelden Tottenham Hotspur en Arsenal nog de FA Charity Shield. 

## Wedstrijd
|                        |                  |     |                   |                                                                                       |
| 18 augustus 1990 15:00 | Liverpool        | 1–1 | Manchester United | Wembley Stadium, Londen Toeschouwers: 66.558 Scheidsrechter: George Courtney (Durham) |
| 18 augustus 1990 15:00 | Barnes 51' (pen) |     | Blackmore 44'     | Wembley Stadium, Londen Toeschouwers: 66.558 Scheidsrechter: George Courtney (Durham) |

| Liverpool | Manchester United |

| GK             | 1  | Bruce Grobbelaar |  |     |
| CB             | 2  | Glenn Hysén      |  |     |
| LB             | 3  | David Burrows    |  |     |
| RB             | 4  | Barry Venison    |  |     |
| CM             | 5  | Ronnie Whelan    |  |     |
| CB             | 6  | Gary Ablett      |  |     |
| CF             | 7  | Peter Beardsley  |  | 78' |
| RM             | 8  | Ray Houghton     |  |     |
| CF             | 9  | Ian Rush         |  |     |
| LM             | 10 | John Barnes      |  |     |
| CM             | 11 | Steve McMahon    |  |     |
| Wisselspelers: |    |                  |  |     |
| FW             | 12 | Ronny Rosenthal  |  | 78' |
| GK             | 13 | Mike Hooper      |  |     |
| DF             | 14 | Gary Gillespie   |  |     |
| DF             | 15 | Steve Staunton   |  |     |
| MF             | 16 | Jim Magilton     |  |     |
| Coach:         |    |                  |  |     |
| Kenny Dalglish |    |                  |  |     |

| GK                | 1  | Les Sealey         |  |     |
| RB                | 2  | Denis Irwin        |  |     |
| LB                | 3  | Mal Donaghy        |  |     |
| CB                | 4  | Steve Bruce        |  |     |
| RM                | 5  | Mike Phelan        |  |     |
| CB                | 6  | Gary Pallister     |  |     |
| CM                | 7  | Clayton Blackmore  |  |     |
| CM                | 8  | Paul Ince          |  |     |
| CF                | 9  | Brian McClair      |  |     |
| CF                | 10 | Mark Hughes        |  |     |
| LM                | 11 | Danny Wallace      |  | 25' |
| Wisselspelers:    |    |                    |  |     |
| FW                | 12 | Mark Robins        |  | 25' |
| GK                | 13 | Jim Leighton       |  |     |
| MF                | 14 | Lee Sharpe         |  |     |
| DF                | 15 | Viv Anderson       |  |     |
| MF                | 16 | Russell Beardsmore |  |     |
| Coach:            |    |                    |  |     |
| Sir Alex Ferguson |    |                    |  |     |